# القمة العربية 1981 (فاس)
مؤتمر فاس 1981م، عقد في مدينة فاس في المغرب في 25 نوفمبر 1981م، وشاركت فيه جميع الدول العربية باستثناء مصر، وانتهت أعمال المؤتمر بعد خمس ساعات، عندما رفضت سوريا مسبقا خطة الملك فهد لحل أزمة الشرق الأوسط، وتقرر إرجاء أعمال المؤتمر إلى وقت لاحق في فاس أيضا.